# Culmea Pleșului
Culmea Pleșului (911 m altitudinea maximă) este o structură anticlinală ce face parte din unitatea de orogen situată pe flancul exterior al Carpaților Orientali - Subcarpații Moldovei, în nord-vestul acestora. Se află în grupa Subcarpațiii Neamțului. și se extinde pe o lungime de 24 km, dinspre nord-vest către sud-est.
Este cea mai înaltă unitate din anticlinoriul Culmii Pleșului, și are un aspect de obcină bine împădurită. Provine din cutarea și înălțarea molasei depuse în avanfosa carpatică. În structura sa se găsesc roci dure: gresii, conglomerate burdugaliene și șisturi verzi.
La poalele sale, în depresiunea Neamțului, se găsește orașul Târgu Neamț.

## Date generale
Delimitare
Face parte din anticlinoriul Culmii Pleșului (format din Culmea Pleșului propriu-zisă – cea mai înaltă subunitate, Dealul Boiștea (Budaru), Dealul Bodești (Corni), Dealul Chicera, Dealurile Bahnei (Runc) și Glacisul Moldoveni).
Pornește de sub munte și merge oblic pe rama Carpaților, paralel cu Moldova și Bistrița. Este situată între:
- Munții Stânișoarei[1], aflați la vest dincolo de aliniamentul Mălini – Mănăstirea Neamț.[A][14]
- Depresiunea Neamțului, aflată la sud – sud-vest.[B][3][15]
- Culoarul Moldovei[1] aflat la est și nord-est.[C][3][15]  Contactul cu terasele râului – care aparțin de podiș, se poate urmări pe traseul Râșca  - Oglinzi.[16]
- Depresiunea Râșca, aflată la nord.[D][17]

Geomorfologie
Are un aspect de obcină.  Altitudinea sa maximă (911 m) se întîlnește pe dealul Cerdacului. Panta medie a versanților depășește 25°.
În dreptul orașului Tîrgu Neamț precum și a satelor Condreni și Lunca, limita culmii este formată dintr-un pripor stâncos cu aspect montan, apărut în contextul eroziunii provocate de apele Nemțișorului, unite cu cele ale Neamțului în imediata apropiere a coastei Pleșului. Spre satul Nemțișor, Pleșul însă pierde treptat din înălțime spre albia râului Nemțișor, iar dinspre valea Moldovei apare cu un profil zimțat, fragmentat în numeroase culmi.
Între depresiunea Neamțului și culme exist un îngust glacis de contact. În zonele de debușeu ale văilor torențiale coborâte de pe versanții culmii, în depresiune apar conuri de dejecție. Unele dintre acestea au suprafețe destul de mari și au aspect de terase locale.
Geologie

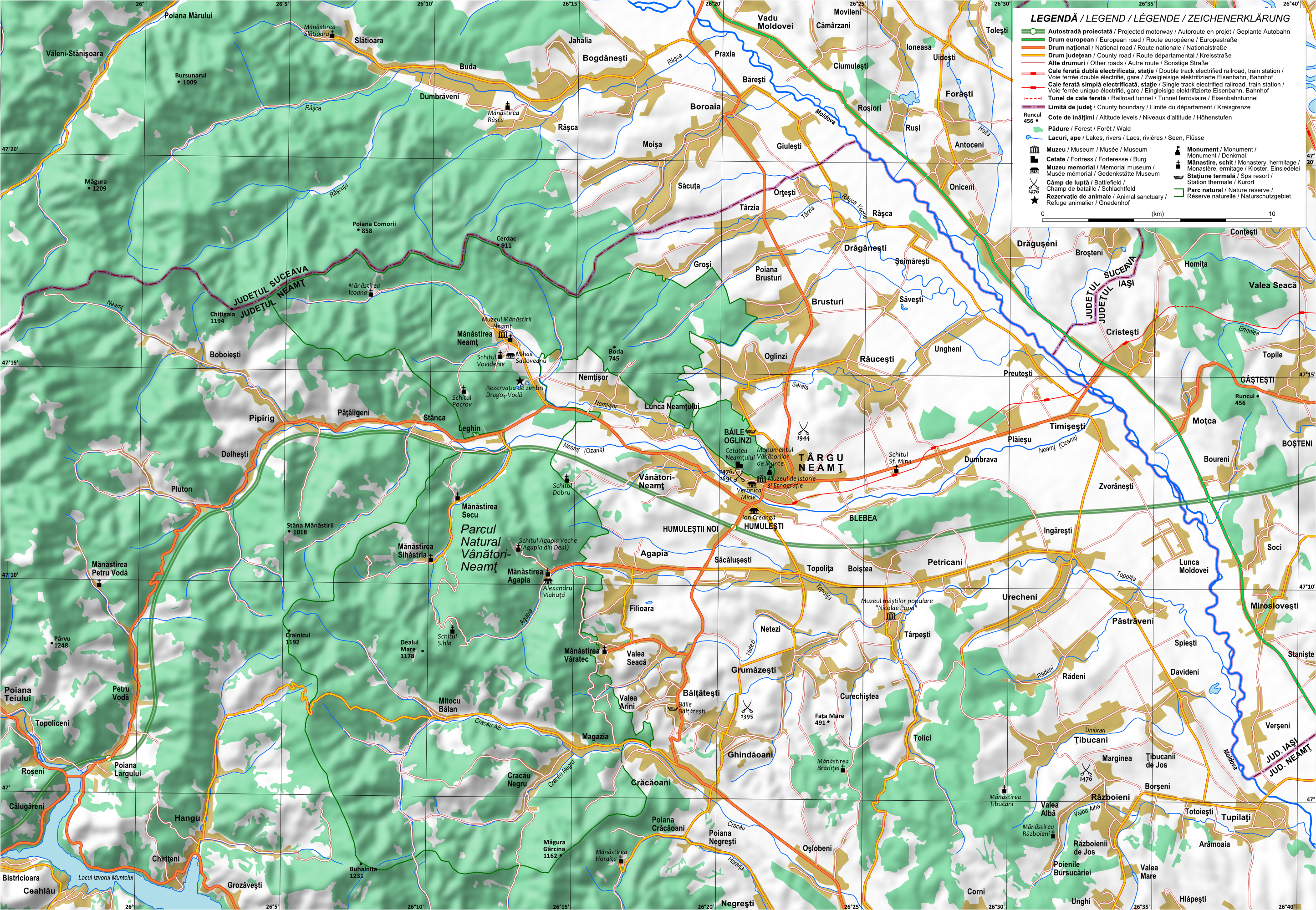
Harta topografică a zonei Târgu Neamț

Structura sa este cutată, provinind din cutarea largă și înălțarea postvillafranchiană a rocilor terțiare de tip molasă, depuse în avanfosa carpatică. Fundamentul aparține Platformei Moldovenești, iar suprastructura sedimentară în mod dominant orogenului carpatic. Are un caracter de culme petrografică. La origine, este un rest dintr-un piemont acvitanian-burdigalian apărut după înălțarea unei părți importante din pediplena carpatică. Stratele sale redresate până la verticală.
În structura sa se găsesc roci dure, gresii și conglomerate burdugaliene mai rezistente la eroziune, ivite pe spații restrânse în combinație cu alte roci (șisturi verzi). Prezența acestor roci a favorizat apariția unor abrupturi de peste 400 m față de zona de sud și sud-est a Depresiunii Neamțului. Adâncirea râurilor în cursul superior după ce a înlăturat depozitele de suprafață în  bună parte, a accentuat pe plan local unele abrupturi de falie sau de contact petrografic. Suprafața sa pare a păstra urme de nivelare, formată prin glacisare din sarmațian până în villafranchian,
Aspecte climatice
Din punct de vedere climatic, culmea aparține subetajului dealurilor înalte. Domină topoclimatele de versant (cu orientare sud-vestică și nord-estică). În raport cu stațiunea Băile Oglinzi, dealul acționează ca o barieră pentru poluarea din zona orașului Târgu Neamț, având de alfel un anumit rol protectiv pentru depresiunea Neamț și în ceea ce privește unele fenomene meteorologice cu finalitate negativă: (cum este – de exemplu, atenuarea intensității vânturilor dominante).
Resurse
Pe flancul intern al Pleșului dinspre depresiunea Neamțului, apele minerale cloro-sodice și sulfatate sunt o prezență aproape continuă. Ele se regăsesc și pe flancul extern în zona sud-estică a culmii, la Băile Oglinzi fiind singurul loc unde sunt valorificate balnear. Există și o utilizare tradițională, empirică, cu precădere în zona satelor Nemțișor, Lunca și Vânători. Dintre sursele de apă sărată aflate în zona Oglinzi-Târgu Neamț, cea care este cel mai intens utilizată pentru uzul cotidian este fântâna de la Lunca - Poiana Slatinei, unde mineralizarea este de 347 g de sare la litru. Cu toate că zăcământul este impur, din cristalizarea mineralului din izvoare rezultă o sare curată. Apa izvorului sărat aflat lângă Mănăstirea Neamț a fost utilizată în bolnița mănăstirii în secolele XVIII-XIX. După deschiderea stabilimentului balnear de la Oglinzi, izvorul aflat lângă mănăstire a fost părăsit treptat.
Datele rezultate din repartiția izvoarelor de apă sărată și din foraje, conturează faptul că  există în zonă un zăcământ de sare de forma unei lame subțiri, care conține o sare impură cu o concetrație de 70- 90 % NaCl. Grosimea zăcământului este de maximum 130 de metri și se dezvoltă de la Târgu Neamț spre nord-est pe o distanță de aproximativ 4 Km.
Soluri
Fondul pedologic dominant al zonei este reprezentat de cambisoluri. Izolat pe gresii și conglomerate debazeificate apar soluri brune acide, care se găsesc  pe versanții sudici și sud–vestici. La nivelul versantului sud-vestic al culmii se întâlnesc erdosoluri, acolo unde sunt pășuni degradate. Izolat la nivelul glacisului de la periferia vestică a culmii se dezvoltă fenomene de hidromorfism pluvial.
Vegetație
Culmea este bine împădurită, fiind acoperită cu păduri de fag, de fag în amestec cu conifere și chiar de molid în amestec cu brad, deoarece pădurea carpatică de  conifere coboară până la acest nivel.
Capătul sud-est cu povârnișuri stâncoase al culmii este acoperit cu plantații de pin, iar spre poale de salcâm. Între satul Nemțisor și orașul Tîrgu Neamț pădurea este formată din fag și carpen (izolat întâlnindu-se și brad alb, paltin de munte, plop tremurător și tei argintiu), iar în jurul Mănăstirii Neamț din fag amestecat cu rășinoase.
Vegetația erbacee este reprezentată prin câteva plante efemeroide, care apar primăvara înaintea înfrunzirii arborilor: trei răi (Hepatica nobilis), brebenei (Coryadilis solida), păștița galbenă (Anemone ranunculoides), horști (Luzula pilosa), precum și altele. Condiții de dezvoltare după închiderea coroanelor au doar plantele umbrofile, cele mai întâlnite fiind vinerița (Ajuga reptans) și breiul (Mercurialis perennis). Mai apar alături de acestea și ferigi (Dryopteris filix-mas) sau colțisor (Dentaria bulbifera), floarea-paștelui (Anemone nemorosa), măcrișul-iepurelui (Oxalis acetosella), ciocul berzei (Geranium sanguineum), sau altele.

## Elemente de geografie umană
Căi de comunicație

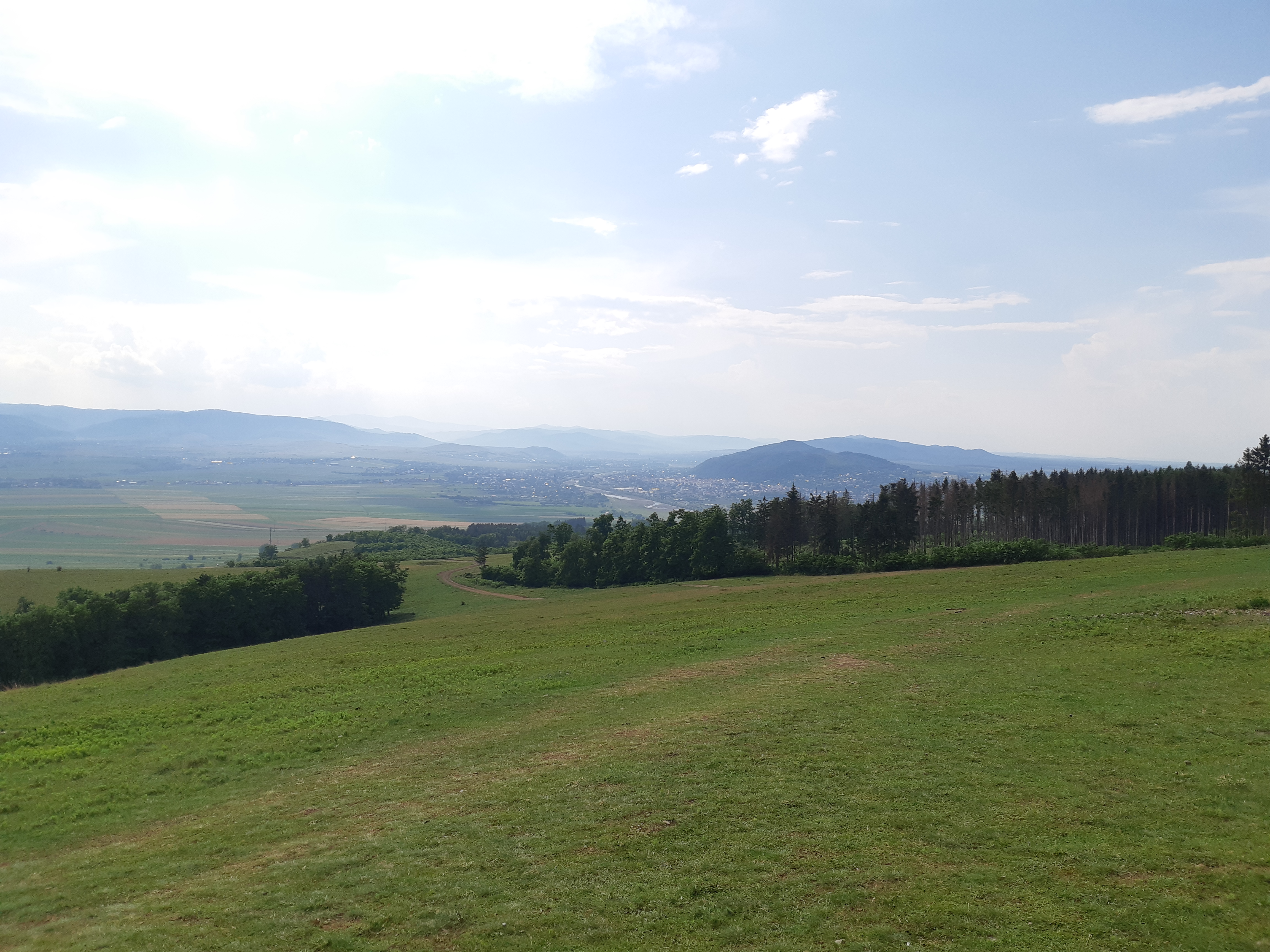
De pe culmea dealului Boiştea, cu obiectivul spre valea Ozanei. În plan îndepărtat în dreapta, se vede Culmea Pleşului. În centru în planul 2 se vede oraşul Târgu Neamţ

Este înconjurată – ca și căi de comunicație principale:
- La est și nord-est de către DN15C între Târgu Neamț și Praxia.
- La nord prin Depresiunea Râșca, de la Praxia continuă DJ155A până la Slătioara.
- La sud-vest se găsește DJ 155C, situat pe valea Nemțișorului, care trece pe la Mănăstirea Neamț.
- La sud se găsește DN15B între intersecția cu DJ155C și Humulești, unde se întâlnește cu DN15C.

Căilor rutiere li se adaugă  calea ferată Pașcani- Târgu Neamț.
Arii protejate
Spre sud, o porțiune redusă din Culmea Pleșului face parte din Parcul Natural Vânători-Neamț, în partea de nord a acestuia.
Așezări
La poalele Pleșului în depresiunea Neamț se găsește orașul Târgu Neamț, dominat de flancul sud-estic al culmii. În continuare în sens anti-orar, teritoriul culmii aparține administrativ de comunele: Răucești, Brusturi, Boroaia, Râșca, Vânători-Neamț.
Istorie
În al Doilea Război Mondial, în partea de sud a Culmii Pleșului s-a desfășurat Luptele de pe Culmea Pleșului (1944).
Obiective turistice
| Locale - Cetatea Neamț – aflată pe unul din pintenii stâncoși de pe latura sudică a culmii. - Monumentul Vânătorilor de Munte – amplasat în partea de nord-est a orașului Târgu Neamț, pe o terasă creată în anul 1936 în mod artificial pe Culmea Pleșului. - Mănăstirea cu hramul Înălțarea Sfintei Cruci din arealul satului Poina din comuna Brusturi, înălțată în memoria militarilor căzuți în luptele din 1944. - Trasee turistice: - De la Cetatea Neamț la Monumentul Vânătorilor de Munte: bandă roșie, 3-4 km (aproximativ 1 oră). - De la Cetatea Neamț la Băile Oglnizi: triunghi roșu, 3,1 km (1 oră). | În apropiere - Orașul Târgu Neamț: Casa memorială Ion Creangă de la Humulești, Casa memorială Veronica Micle din Târgu Neamț, Muzeul de Istorie și Etnografie - Depresiunea Neamț: Mănăstirea Neamț și schiturile Cărbuna, Vovidenia și Braniște, Casa Memorială „Mihail Sadoveanu”, Casa Muzeu „Vasile Găman”, Pădurea de Smarald - Munții Neamțului: Rezervația de Zimbri - Neamț, Schiturile Procov, Icoana Veche și Icoana Nouă - Băile Oglinzi – se găsesc într-o microdepresiune aflată la sud-este culmii, în punctul numit „Poiana Dăscăliței”, și sunt arondate orașului Târgu Neamț. - Depresiunea Râșca: Mănăstirea Râșca, Mănăstirea Slătioara (stil nou), Mănăstirea Slătioara (stil vechi) |

## Discordanțe geografice
Un maxim altitudinal de 915 m precum și figurarea culmii în spațiul dintre râurile Neamț (Ozana) și Nemțișor se remarcă în harta aferentă capitolului despre județul Neamț din Enciclopedia geografică a României, publicată în 1982 la Editura Științifică și Enciclopedică. În aceeași carte însă, la harta aferentă depresiunii Nemțișor-Neamț, în arealul descris anterior, figurează doar o parte din cuveta compartimentului depresionar respectiv și zona montană sudică și sud-estică aferentă acestuia. Tot în cartea din 1982 este precizat faptul că Cetatea Neamț, aflată în perimetrul orașului Târgu Neamț, se află pe Culmea Pleșului. În harta geologică a județului Neamț din aceeași sursă, o structură geologică constituită din conglomerate aflată în interiorul zonei de gresii, marne, nisipuri și pietrișuri aquitaniene-helvețiene este figurată la nord și nord-est de râul Nemțișor, și nu la sud și sud-est de acesta.
Este de remarcat că și Dan Ghinea preia în Enciclopedia Geografică a României (1997) la descrierea Culmii Pleșului atât înălțimea maximă de 915 m a anticlinalului, cât și ideea cu situarea acestuia în spațiul dintre râurile Neamț (Ozana) – aflat la vest și Nemțișor – aflat la est. Aceasta se află în discordanță cu Harta Geologică a României, care situează conglomeratele de Pleșu, pe partea stângă a Nemțișorului și nu pe partea dreaptă. Totuși în aceeași sursă, Ghinea se corectează la descrierea Depresiunii Neamț, unde consemnează culmea ca fiind aflată în nord–nord-estul acesteia.